# Tournieren

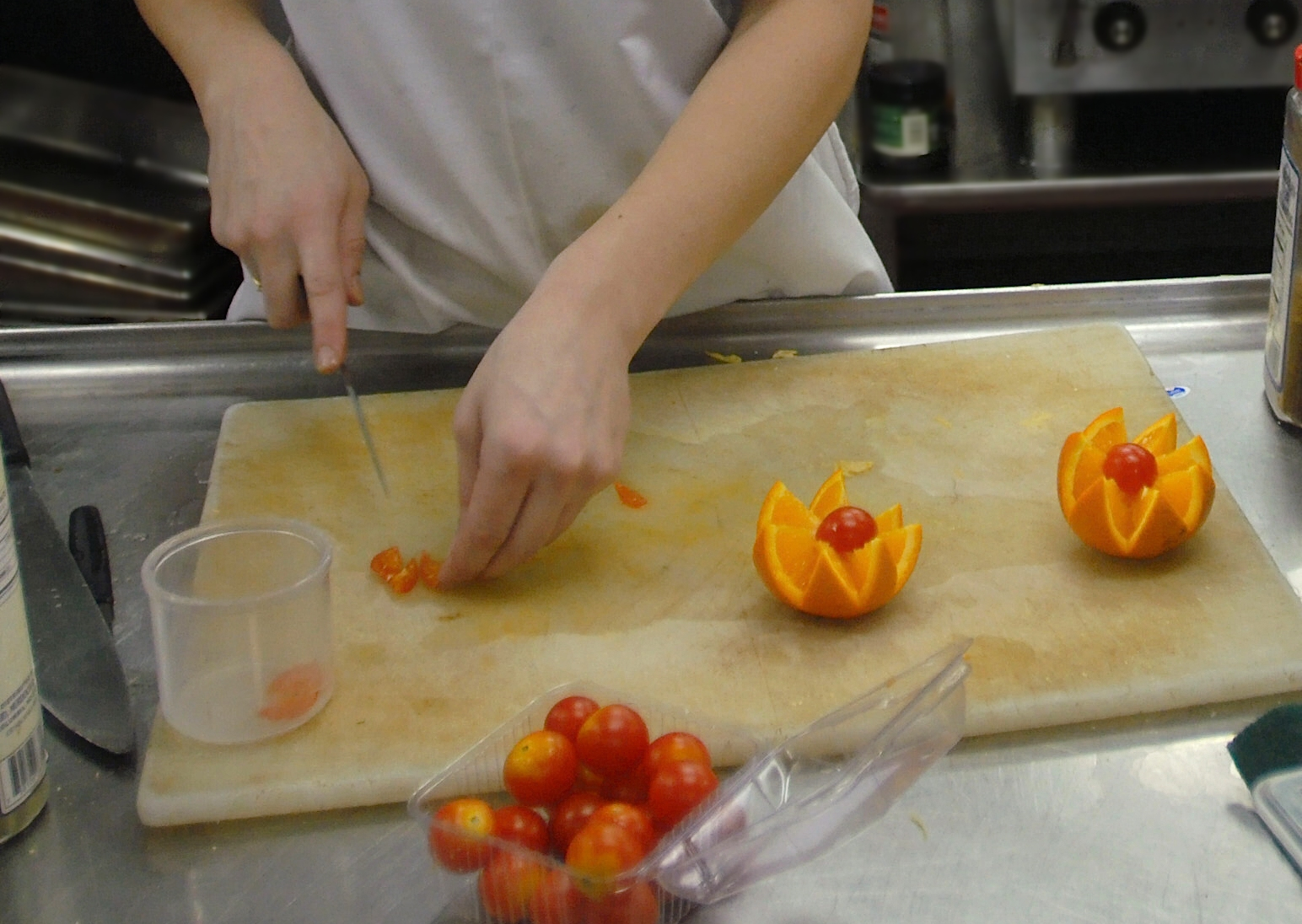
Tournieren von Orangen und Cherrytomaten (Herstellung von einfachen Fruchtskulpturen zur Garnierung von Speisen)

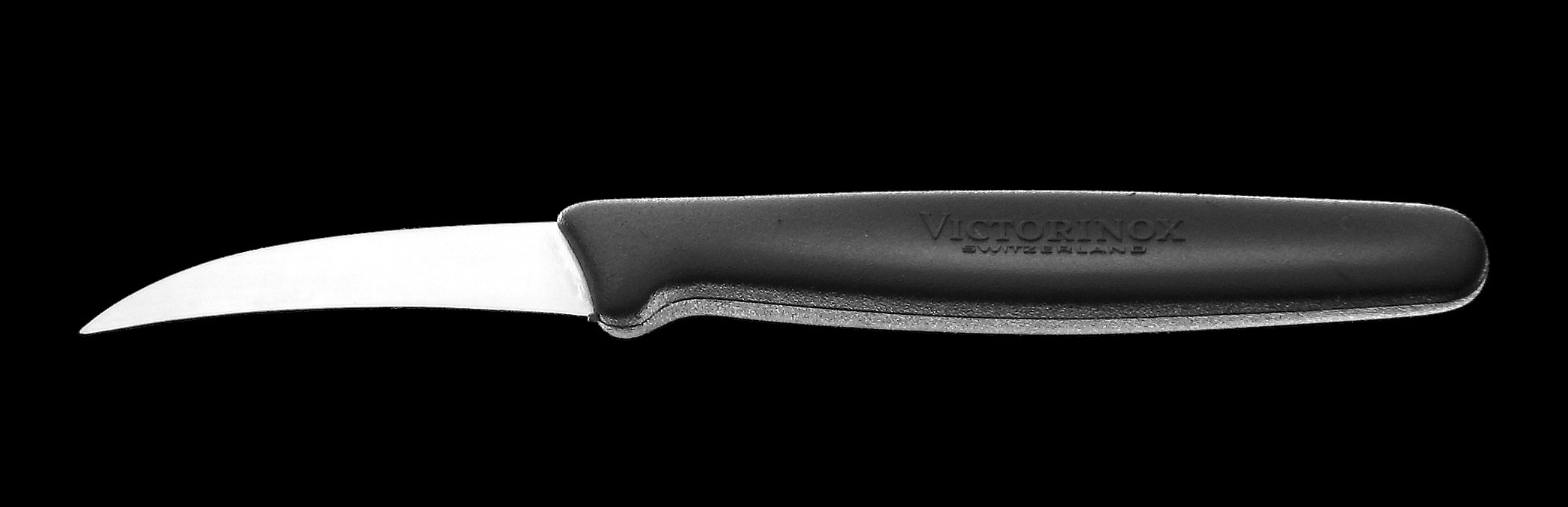
Tourniermesser

Tournieren ist ein Verfahren, mit dem beim Anrichten von Speisen das Zurechtschneiden von Obst, Gemüse, Kartoffeln und Eiern bezeichnet wird.
Das Wort hat seinen Ursprung im französischen tourner, das heißt drehen oder sinngemäß auch umrunden. Zum Schneiden benutzt man besonders geformte Tournier- bzw. Schälmesser oder Ausstecher.
Durch Tournieren werden Produkte aus Gemüse oder Obst für die Garnierung und Dekoration von Gerichten aller Art und teils auch Getränken wie Cocktails hergestellt. Solche Garnierungsprodukte sind vor allem in der Gastronomie anzutreffen, insbesondere in gehobenen Restaurants sowie auch bei Festessen, Banketten und Buffets. Außerdem werden – vor allem in der gehobenen Gastronomie – durch Tournieren oft auch „gleichmäßig große“ und „gleich aussehende“ Einzelstücke bei Kartoffeln und einigen Gemüsearten hergestellt, was sowohl dem gleichmäßigen Garwerden beim Kochen à la minute als auch der Optik des fertigen Gerichts dient.
In der asiatischen Küche werden häufig die Speisen des Hauptganges mit kunstvoll geschnitzten Gemüse- und Obststücken garniert. Dazu eignen sich besonders feste Gemüsesorten wie z. B. Karotten oder Daikon (weißer Rettich).
Die Übergänge von allgemein üblichen Garnierungsprodukten zu eigenständigen, temporären Kunstwerken bzw. Fruchtskulpturen aus meist aufwendig beschnitztem Gemüse oder Obst wie z. B. Äpfel oder Melonen, die unter anderem in Armenien und Thailand Tradition haben und die meistens ausschließlich der Dekoration dienen, sind fließend.